# Saint-Epvre
Pour les articles homonymes, voir Epvre et basilique Saint-Epvre.
Saint-Epvre est une commune française située dans le département de la Moselle en région Grand Est.

## Géographie
La commune se trouve sur la rive gauche de la Nied française.

### Communes limitrophes
| Rémilly     | Han-sur-Nied      | Vatimont    |
| Flocourt    | Saint-Epvre       |             |
| Thimonville | Morville-sur-Nied | Baudrecourt |

### Hydrographie
La commune est située dans le bassin versant du Rhin au sein du bassin Rhin-Meuse. Elle est drainée par la Nied, l'Elme et le ruisseau des Etangs de Flocourt.
La Nied, d'une longueur totale de 96,7 km, prend sa source dans la commune de Marthille, traverse 47 communes françaises, puis poursuit son cours en Allemagne où elle se jette dans la Sarre.
L'Elme, d'une longueur totale de 10,3 km, prend sa source dans la commune de Moncheux et se jette  dans la Nied sur la commune en limite avec Han-sur-Nied, après avoir traversé six communes.

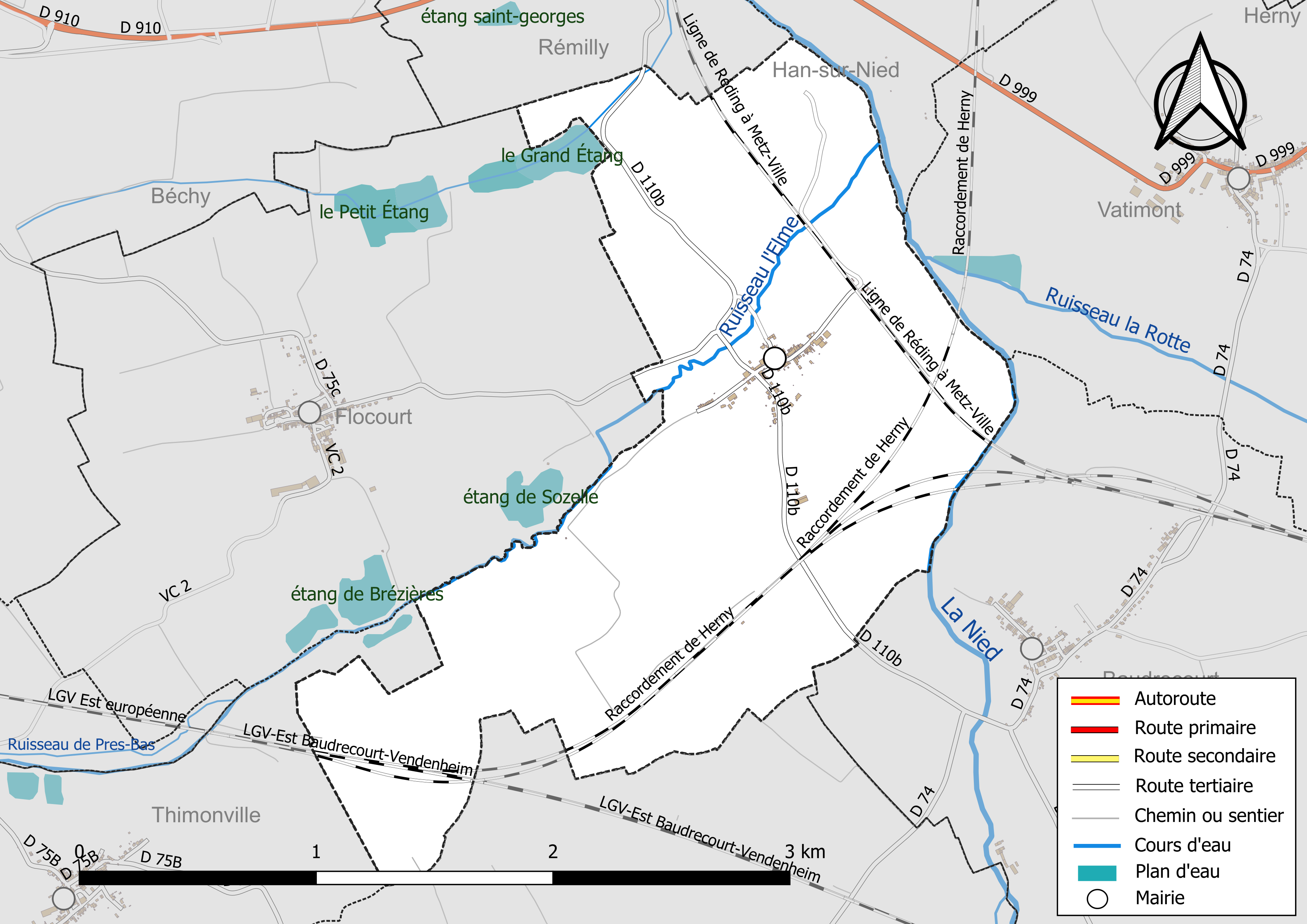
Réseaux hydrographique et routier de Saint-Epvre.

La qualité des eaux des principaux cours d’eau de la commune, notamment de la Nied et du ruisseau l'Elme, peut être consultée sur un site spécial géré par les agences de l’eau et l’Agence française pour la biodiversité.

### Climat
Pour des articles plus généraux, voir Climat du Grand Est et Climat de la Moselle.
En 2010, le climat de la commune est de type climat océanique dégradé des plaines du Centre et du Nord, selon une étude du Centre national de la recherche scientifique s'appuyant sur une série de données couvrant la période 1971-2000. En 2020, Météo-France publie une typologie des climats de la France métropolitaine dans laquelle la commune est exposée à un climat semi-continental et est dans la région climatique  Lorraine, plateau de Langres, Morvan, caractérisée par un hiver rude (1,5 °C), des vents modérés et des brouillards fréquents en automne et hiver. 
Pour la période 1971-2000, la température annuelle moyenne est de 9,7 °C, avec une amplitude thermique annuelle de 16,8 °C. Le cumul annuel moyen de précipitations est de 771 mm, avec 11,4 jours de précipitations en janvier et 9 jours en juillet. Pour la période 1991-2020, la température moyenne annuelle observée sur la station météorologique de Météo-France la plus proche, « Lesse_sapc », sur la commune de Lesse à 5 km à vol d'oiseau, est de 10,7 °C et le cumul annuel moyen de précipitations est de 694,0 mm. 
La température maximale relevée sur cette station est de 40 °C, atteinte le 25 juillet 2019 ; la température minimale est de −20,7 °C, atteinte le 20 décembre 2009,,. 
Les paramètres climatiques de la commune ont été estimés pour le milieu du siècle (2041-2070) selon différents scénarios d'émission de gaz à effet de serre à partir des nouvelles projections climatiques de référence DRIAS-2020. Ils sont consultables sur un site spécial publié par Météo-France en novembre 2022.

## Urbanisme

### Typologie
Au 1er janvier 2024, Saint-Epvre est catégorisée commune rurale à habitat dispersé, selon la nouvelle grille communale de densité à sept niveaux définie par l'Insee en 2022.
Elle est située hors unité urbaine. Par ailleurs la commune fait partie de l'aire d'attraction de Metz, dont elle est une commune de la couronne,. Cette aire, qui regroupe 245 communes, est catégorisée dans les aires de 200 000 à moins de 700 000 habitants,.

### Occupation des sols
L'occupation des sols de la commune, telle qu'elle ressort de la base de données européenne d’occupation biophysique des sols Corine Land Cover (CLC), est marquée par l'importance des territoires agricoles (96,7 % en 2018), une proportion identique à celle de 1990 (96,7 %). La répartition détaillée en 2018 est la suivante : 
terres arables (50,7 %), prairies (39,7 %), zones agricoles hétérogènes (6,2 %), zones humides intérieures (3,2 %), forêts (0,1 %). L'évolution de l’occupation des sols de la commune et de ses infrastructures peut être observée sur les différentes représentations cartographiques du territoire : la carte de Cassini (XVIIIe siècle), la carte d'état-major (1820-1866) et les cartes ou photos aériennes de l'IGN pour la période actuelle (1950 à aujourd'hui).

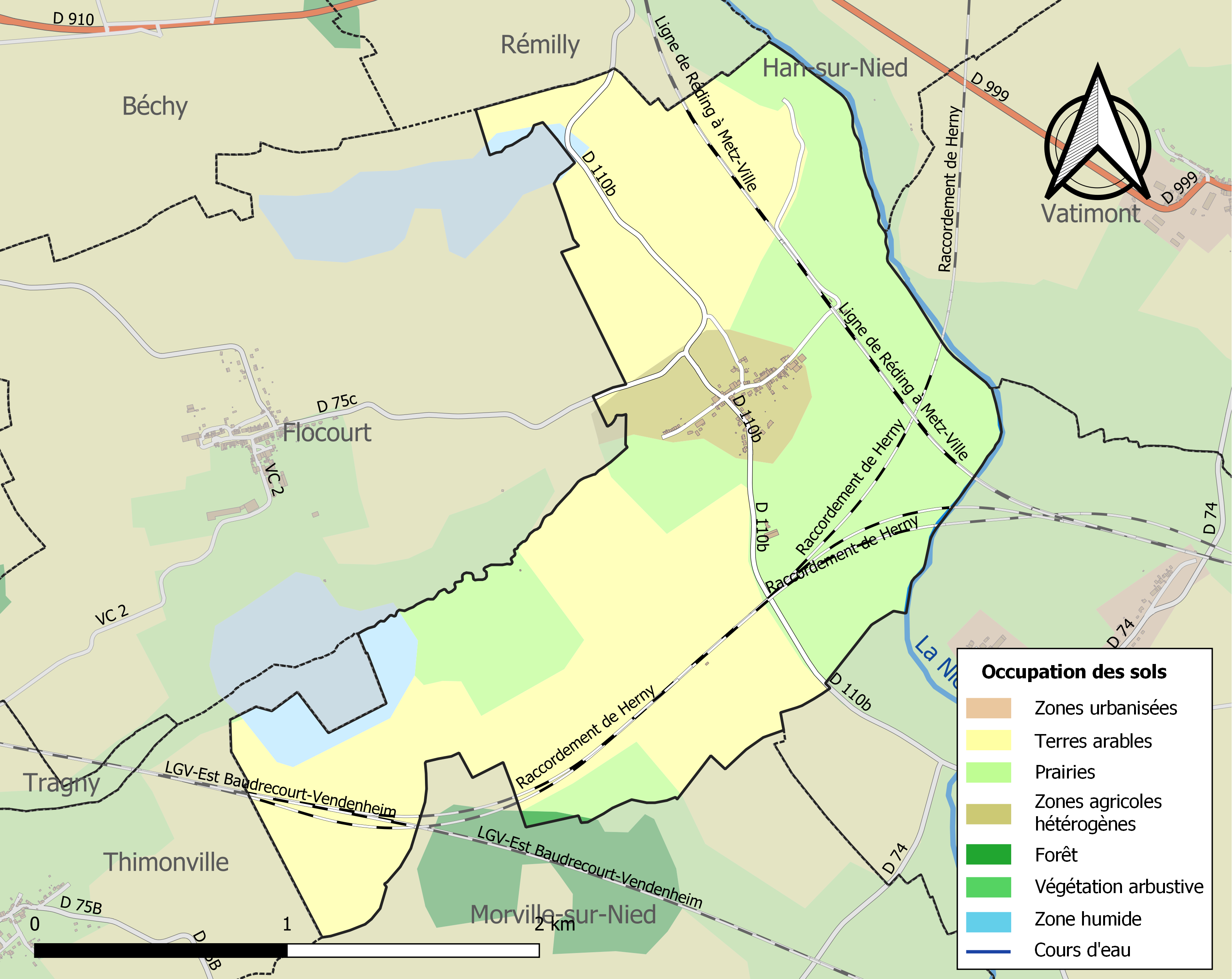
Carte des infrastructures et de l'occupation des sols de la commune en 2018 (CLC).

## Toponymie
Le nom du village vient de saint Epvre, évêque de Toul au VIe siècle. Plusieurs formes sont attestées : Saint-Eivre (XVe siècle), Saint Evre (1793), Saint-Evré (1801), Sankt Erffert (1915-1918), Apern (1940–1944).

## Histoire
Une opération de sondages archéologiques préventifs sur le tracé de la LGV Est a permis de découvrir une petite nécropole à incinération datée du Bronze final IIb. Son étude permet de documenter les pratiques funéraires en usage à cette période sur le secteur de la large confluence de l’Elme et de la Nied française.
Saint-Epvre est un ancien franc-alleu du pays messin. En 1681, Jacques d'Herbin fit hommage au roi pour le château de Saint-Epvre.
De 1790 à 2015, Saint-Epvre eest une commune de l'ex-canton de Delme.

## Politique et administration
| Période                                  | Période   | Identité               | Étiquette           | Qualité                            |
| ---------------------------------------- | --------- | ---------------------- | ------------------- | ---------------------------------- |
| 1919                                     | 1939      | Henri de Marguerie     | Gauche républicaine | Sénateur de la Moselle (1920-1933) |
| 1945                                     | 1947      | Henri de Marguerie     | Gauche républicaine | Ancien Sénateur de la Moselle      |
| mars 1995                                | mars 2008 | Laurent Girard         |                     |                                    |
| mars 2008                                | mai 2020  | François-Xavier Driant |                     |                                    |
| mai 2020                                 | En cours  | Jean-pierre Léonard    |                     |                                    |
| Les données manquantes sont à compléter. |           |                        |                     |                                    |

## Démographie
L'évolution du nombre d'habitants est connue à travers les recensements de la population effectués dans la commune depuis 1793. Pour les communes de moins de 10 000 habitants, une enquête de recensement portant sur toute la population est réalisée tous les cinq ans, les populations de référence des années intermédiaires étant quant à elles estimées par interpolation ou extrapolation. Pour la commune, le premier recensement exhaustif entrant dans le cadre du nouveau dispositif a été réalisé en 2005.

En 2022, la commune comptait 176 habitants, en évolution de −0,56 % par rapport à 2016 (Moselle : +0,52 %, France hors Mayotte : +2,11 %).
| 1793 | 1800 | 1806 | 1821 | 1831 | 1836 | 1841 | 1846 | 1851 |
| ---- | ---- | ---- | ---- | ---- | ---- | ---- | ---- | ---- |
| 156  | 185  | 208  | 211  | 209  | 194  | 199  | 195  | 209  |

| 1856 | 1861 | 1871 | 1875 | 1880 | 1885 | 1890 | 1895 | 1900 |
| ---- | ---- | ---- | ---- | ---- | ---- | ---- | ---- | ---- |
| 194  | 201  | 199  | 184  | 187  | 194  | 191  | 195  | 188  |

| 1905 | 1910 | 1921 | 1926 | 1931 | 1936 | 1946 | 1954 | 1962 |
| ---- | ---- | ---- | ---- | ---- | ---- | ---- | ---- | ---- |
| 178  | 222  | 130  | 145  | 139  | 138  | 142  | 158  | 155  |

| 1968 | 1975 | 1982 | 1990 | 1999 | 2005 | 2006 | 2010 | 2015 |
| ---- | ---- | ---- | ---- | ---- | ---- | ---- | ---- | ---- |
| 165  | 161  | 152  | 161  | 141  | 149  | 155  | 164  | 170  |

| 2020 | 2022 | - | - | - | - | - | - | - |
| ---- | ---- | - | - | - | - | - | - | - |
| 173  | 176  | - | - | - | - | - | - | - |

## Lieux et monuments
- Traces d'une voie romaine au lieu-dit le Vieux Château[15].
- Traces de l'ancien château de Saint-Epvre habité dans les années 1750 par Messire Arnould Pierre de la Croix d'Eury ancien Capitaine de cavalerie et sa famille, il est fait mention dans le registre paroissial du mariage d'au moins une fille: Anne à Messire Henry Dieudonné de Vallée voué de Vannecourt et capitaine des Dragons du régiment de Soubise en 1761.

Les parents du marié résidaient à Vaxy
. Incendié vers 1890, les bâtiments restants furent transformés en ferme qui brûla en 1911.
- Nouveau château du XIXe siècle, l'ancien château n'était plus habitable. Le comte Henri-Maurice de Marguerie en fit construire un nouveau vers 1887 à trois niveaux de neuf travées.
- Hospice des sœurs de Saint-Charles, 1765.

Saint-Epvre possède un château, Centre culturel turc et une maison de retraite Saint-Paulin spécialisée dans le soin des personnes atteintes de la maladie d'Alzheimer. Avant de devenir un centre culturel et une colonie de vacances pour les Turcs, le château appartint à un marquis, puis au début des années soixante y furent aménagés quatre appartements ayant abrité de jeunes couples issus du village une enfant y fut conçue en 1959. La maison de retraite fut d'abord un hospice dirigé par des religieuses que l'on pouvait voir lors des offices religieux à travers une grille se trouvant à l'arrière de l'autel dans l'église, le couvent étant relié directement à l'église par cette séparation. Elles se dévouèrent même si à l'époque c'était avec rigueur pour veiller sur les anciens qui n'avaient plus de famille ou ceux qui, les diverses maladies les touchant, étaient devenus de trop lourdes charges pour leur famille. L'hospice étant dans le village, cela permettait aux familles malgré tout de rester proches de celui ou celle que la vie les avait forcé à placer.

### Édifice religieux
- Église Saint-Epvre, 1831.

### Héraldique
| Blason de Saint-Epvre | Blason  | D'azur à trois marguerites d'argent boutonnées d'or, feuillées et tigées de sinople. |
| Blason de Saint-Epvre | Détails | Le statut officiel du blason reste à déterminer.                                     |